# Пушик Степан Григорович
Степа́н Григо́рович Пу́шик (26 січня 1944, с. Вікторів, нині Галицького району Івано-Франківської області — 14 серпня 2018, Івано-Франківськ) — український письменник, літературознавець, фольклорист, журналіст, громадсько-культурний і політичний діяч, кандидат філологічних наук, професор Прикарпатського університету ім. В. Стефаника.
Лавреат державної премії ім. Т. Шевченка, премій ім. В. Стефаника, П. Чубинського, Мирослава Ірчана, О. Копиленка, Міжнародної літературної премії імені Воляників-Швабінських Українського Вільного Університету в Нью-Йорку. Член Спілки письменників України та Українського ПЕН-клубу.
Заслужений діяч мистецтв України.

## Життєпис
Закінчив Тлумацький сільськогосподарський технікум (1964) і Літературний інститут імені Горького у Москві (1973), навчався на загально-науковому факультеті Івано-Франківського педагогічного інституту (1964), аспірантурі в Інституті мистецтвознавства, фольклору та етнології ім. М. Рильського НАН України (1985-88; науковий керівник — проф. Павло Охріменко).
У 1960-х працював старшим економістом у Яворові, Довгополі Косівського та Верховинського районів, служив у Радянській Армії (на ракетній базі; 1964—1967), потім — кореспондентом газети «Прикарпатська правда». Був головою ради Клубу творчої інтелігенції, керівником Літературної студії «Зав'язь» в Івано-Франківському педагогічному інституті.
Голова оргкомітету й перший голова Івано-Франківського крайового Товариства української мови ім. Т. Г. Шевченка. Був обраний народним депутатом до Верховної Ради України першого демократичного скликання і був головою підкомісії з питань національних меншин Комісії культури і духовного відродження. Входив до опозиційної Народної Ради (1990—1994).
Кандидат філологічних наук. Одночасно — доцент Київського національного університету ім. Тараса Шевченка. Був доцентом, потім — професором кафедри української літератури Прикарпатського університету ім. Василя Стефаника. Досліджував міфологію слов'ян, фольклор та історію краю, писав про відомих українських культурних діячів.
Автор багатьох поетичних та прозових збірок, фольклорних записів, книжок для дітей, літературознавчих та краєзнавчих праць, розвідки про карпатське коріння Т. Шевченка «Славетний предок Кобзаря», дослідження про «Слово о полку Ігоревім», про слов'янську та праукраїнську міфологію («Бусова книга»), повість про Володимира Івасюка («Блискавиці б'ють у найвищі дерева»). Оригінальні вибрані твори вийшли в 6 томах (7 книгах), у 7 окремих збірках видано записи народних казок, пісень, українських тостів, приповідок.
Йому належить переклад кількох віршів караїмського поета Захарії Абрагамовича.
Понад 150 віршів С. Пушика поклали на музику композитори Володимир Івасюк, Олександр Білаш, А. Кос-Анатольський, Б. Юрків, Б. Шиптур, Остап Гавриш, Мар'ян Гаденко, Тарас Пушик та ін. Вони ввійшли до репертуару виконавців Дмитра Гнатюка, Анатолія Мокренка, Миколи Кондратюка, подружжя Світлани та Віталія Білоножків, М. Кривеня, Володимира Піруса, Михайла Сливоцького, ансамблів «Кобза», «Мрія», «Росинка», Гуцульського ансамблю, хору «Трембіта», капели бандуристів, Черкаського народного хору, С. Ротару та інших вітчизняних та зарубіжних колективів.
Зі шкільних років записував фольклор і зібрав унікальну (понад 200 томів) збірку різних записів, мала частина яких видана книжками: народні казки «Чарівне горнятко» (у співавторстві, 1971), «Казки Підгір'я» (1976), «Золота вежа» (1983, літ. запис), «Срібні воли» (1995). Упорядкував і видав книжку ліричних пісень «Сміються, плачуть солов'ї» (1989), до якої включив власні записи фольклору. Вийшли «Пісні Карпат» (у співавторстві, 1972), «Українські тости» (1997, 2002), «Приповідки» (2009). Поетичне світосприймання, добре знання народної поезії, фольклористичні експедиції, журналістська праця, мандрівки (С. Пушик побував у багатьох країнах світу, був учасником альпіністської експедиції в Гімалаях, майже в усіх республіках колишнього СРСР, населених пунктах Карпат, Закарпаття й Прикарпаття) синтезувалися в оригінальну прозу. Повість «Перо Золотого птаха» (1978, 1979, 1982, 1989, 2004) була новим явищем в українській прозі (відзначена 3-ю премією на конкурсі на найкращу повість, роман про сучасника), жанрово (як роман з народних уст) твір «Страж-гора» підтвердив народження оригінального прозаїка, роман витримав багато видань (1981, 1982, 1985, 1989, 2004, 2005 рр.).
Добре зустріла критика збірку оповідань та повістей «Ключ-зілля» (1981), повісті та есеї «Дараби пливуть у легенду» (1991), новели та оповідання «Ватра на Чорній горі» (2001, відзначена першою премією Українського Вільного університету в Нью-Йорку фундації Воляників-Швабінських), повісті й оповідання «Славетний предок Кобзаря» (2001), роман «Галицька брама» (1989, 2006), книжки публіцистики «Івано-Франківщина» (1984), «Українці в Тюмені» (2000, у співавторстві); низки фотоальбомів (спільно з В. Пилип'юком та О. Мінделем): «Землі нев'януча краса. Івано-Франківщина» (1985), «З верховини тисячоліть. Івано-Франківщина» (1999), «Місто на Бистрицях. Івано-Франківськ» (1999), «Де шум потоків і смерек» (2003).
Перевидав «Народний калєндар» А. Онищука, опублікував історичний есей «Бусова книга» (2001—2004, 2007—2008).
Автор перекладу та багатьох досліджень про «Слово о полку Ігоревім» (зокрема — «Криваве весілля на Каялі», 1990, — у книзі «Дараби пливуть в легенду»; «Нове про „Слово о пълку Ігоревім“», 2012), «Моління Данила Заточника», праць із літературознавства, фольклористики, етнографії, історіографії, краєзнавства, культурології, статей для енциклопедій та ін. Першим у тексті «Слова…» виявив і оприлюднив аргументи, що автором «Слова…» і «Моління…» є князь Володимир, син Ярослава Осмомисла і брат Ярославни, дружини Ігоря Святославича.
На сцені Івано-Франківського облмуздрамтеатру ім. І. Франка йшли вистави, п'єси «Земле моя» (у співавторстві), «Заплакані вікна» (1996), «Золотий Тік» (1999), «Я іду по своїй землі» (2005).
Вибрані твори Пушика у 6-ти томах, семи книгах видано впродовж 2004—2012 рр.
У 2019 р. видано двотомник лірики Степана Пушика «Я для Вкраїни жив» (упорядник Ольга Слоньовська; Івано-Франківськ: Місто НВ, 2019), до якого увійшли нові поезії, які поет встиг підготувати ще при житті для своєї майбутньої книги й над якою працював до останніх днів, а також нові варіанти відредагованих і удосконалених автором деяких його раніше вже опублікованих поезій.
Є автором одного з найбільших рукописних щоденників у світі. Станом на 2004 рік, він нараховував близько 300 томів, у кожному з яких було десь по 200 сторінок.
Письменника і фольклориста не стало у ніч на 14 серпня 2018 року внаслідок серцевого нападу. Похований у рідному с. Вікторів, Галицького району Івано-Франківської області.
Після смерті розпочався процес видання вибраного з щоденників. У планах також випустити збірки, близько 500 віршів до яких дружина Пушика знайшла в його щоденниках.

## Вшанування пам'яті
18 вересня 2019 року в Івано-Франківську по вулиці Шевченка відкрито пам'ятник письменнику.

## Нагороди і премії
- Заслужений діяч мистецтв України (2007)[5]
- Державна премія України імені Тараса Шевченка (1990)
- Міжнародна літературна премія імені Воляників-Швабінських Українського Вільного Університету в Нью-Йорку
- Орден «За заслуги» II ступеня (2017)[6]
- Орден «За заслуги» III ступеня (1997)[7]
- Ювілейна медаль «25 років незалежності України» (2016)[8]

## Почесні звання
25 квітня 2019 року йому присвоєно звання «Почесний громадянин міста Івано-Франківська» (посмертно).